# Décès en janvier 1962
Décès
- 1958
- 1959
- 1960
- 1961
- 1962
- 1963
- 1964
- 1965
- 1966

Pour une information complémentaire, voir la page d'aide.

| Date       | Nom                     | Pays                   | Activités                                                                               | Âge | Source |
| ---------- | ----------------------- | ---------------------- | --------------------------------------------------------------------------------------- | --- | ------ |
| 2 janvier  | Kurt Seligmann          | Drapeau de la Suisse   | Écrivain, peintre et graveur suisse et américain.                                       | 61  |        |
| 6 janvier  | Jean-Francis Laglenne   | Drapeau de la France   | Peintre et décorateur de théâtre français.                                              | 64  |        |
| 10 janvier | Cipriano Efisio Oppo    | Drapeau de l'Italie    | Peintre et homme politique italien.                                                     | 71  |        |
| 10 janvier | Ivo Schricker           | Drapeau de l'Allemagne | Footballeur international allemand.                                                     | 84  |        |
| 15 janvier | Hanna Berger            | Drapeau de l'Autriche  | danseuse autrichienne, chorégraphe,metteuse en scène, directrice de théâtre et autrice. | 51  | (de)   |
| 15 janvier | Kenneth MacKenna        | Drapeau des États-Unis | Acteur, metteur en scène et réalisateur américain.                                      | 62  | (en)   |
| 18 janvier | Gaston Boucart          | Drapeau de la France   | Peintre et graveur français.                                                            | 83  |        |
| 19 janvier | Vera Youreneva          | Drapeau de l'URSS      | Actrice soviétique.                                                                     | 85  |        |
| 20 janvier | Jacques Boolsky         | Drapeau de la Suisse   | Peintre, pastelliste et cinéaste suisse d'origine russe.                                | 66  |        |
| 22 janvier | Marguerite Henry-Rosier | Drapeau de la France   | Femme de lettres française.                                                             | 84  |        |
| 24 janvier | André Lhote             | Drapeau de la France   | Peintre français.                                                                       | 76  |        |
| 25 janvier | Hrand Nazariantz        | Drapeau de l'Italie    | Écrivain et poète arménien naturalisé italien.                                          | 76  |        |
| 27 janvier | Frances Glessner Lee    | Drapeau des États-Unis | Médecin légiste américaine.                                                             | 83  |        |
| 29 janvier | Fritz Kreisler          | Drapeau de l'Autriche  | Violoniste et compositeur autrichien.                                                   | 86  |        |